# Val D'Illiez
Val D'Illiez (La Vâl-d’Elyé en francoprovençal) és un municipi del cantó suís del Valais, situat al districte de Monthey.